# Куртиврон
Куртиврон (фр. Courtivron) насеље је и општина у источном делу централне Француске у региону Бургоња, у департману Златна обала која припада префектури Дижон.
По подацима из 2011. године у општини је живело 200 становника, а густина насељености је износила 12,8 становника/km². Општина се простире на површини од 15,63 km². Налази се на средњој надморској висини од 321 метар (максималној 475 m, а минималној 307 m).

## Демографија
| 1962. | 1968. | 1975. | 1982. | 1990. | 1999. | 2011. |
| ----- | ----- | ----- | ----- | ----- | ----- | ----- |
| 92    | 133   | 120   | 152   | 143   | 163   | 200   |

График промене броја становника у току последњих година